# Espace Mendès France
 (mai 2024).
L'Espace Mendès France est un centre de culture scientifique, technique et industrielle (CCSTI) créé en 1989 et situé à Poitiers, en plein centre-ville, au pied de la cathédrale. Il est un centre d'animation et d'exposition ouvert au public de tout âge visant à l'interdisciplinarité et l'interconnexion entre les différentes disciplines scientifiques.

## Histoire

### La période informelle (1970-1980)
Dans les années 1970 apparaît une volonté nationale d'inscrire la culture scientifique dans les activités d'éducation populaire.
En 1973 une tentative de descente dans la rue des scientifiques a eu lieu à Aix-en-Provence sous le nom « Aix Pop, Physique dans la ville », ainsi que « Physique dans la rue » en 1975 à Dijon. Ces manifestations expriment le besoin des scientifiques d'aller à la rencontre du public.
En 1977 est créé à Poitiers un regroupement d'associations nommé « Pop Physique » ayant pour but de faire connaître les travaux des physiciens et dialoguer avec le public. Dans le contexte de l'époque, « Pop Physique » s'inscrit dans un débat initié par le militantisme écologiste et le mouvement antinucléaire au travers de ses thématiques. L'événement dure huit mois et présente plus de 100 actions regroupant des conférences-débats et des expositions itinérantes et fixes. Les conférences proposées se déroulent aussi bien dans les quartiers de Poitiers qu'en milieu rural. Les débats sont lancés avec des questions modestes comme point de départ d'une interrogation plus large et plus accessible.
En 1978, la Direction Départementale de la Jeunesse et des Sports de la Vienne ainsi que la Fédération des Œuvres Laïques proposent une nouvelle opération : « Pop Santé ». Elle est mise en place à partir de mars 1980, et la citation de Jean Rostand « L'obligation de subir suffit à légitimer le droit de savoir » prend tout son sens. L'action rassemble une cinquantaine de groupes et associations, malgré une scission du milieu médical entre le personnel et les médecins. Au moment du bilan, le comparatif avec « Pop Physique » est sans appel, « Pop-Santé » a eu un impact moins important et a touché un plus faible public que Pop-Physique.

### Le GLACST (1980-1984)
En décembre 1980, une association est créée sous le nom de GLACST (Groupe de liaison pour l'action culturelle scientifique et technique). Elle a pour objectif de poursuivre l'action culturelle, suivant les grandes lignes d'actions menées lors des « opérations Pop » ainsi que d'engager une approche locale de la culture scientifique. En 1981 le GLACST poursuit l'opération « Pop Santé » grâce à un film sur l'hospitalisation. En 1982, le GLACST organise, au musée Sainte-Croix des expositions, des conférences et des animations dédiés a l'événement « Trois millions d'années d'aventures humaine » qui accueille 30 000 personnes. L'opération « Pop Communication » est réalisée par le GLACST lui-même en 1983. Elle aborde le thème de la communication du point de vue scientifique mais aussi technique, psychologique et artistique.

### La Maison des sciences et techniques (1984-1989)
En 1984, le GLACST change de statut afin de faire entrer ses partenaires, pour devenir la « Maison des sciences et techniques de la région Poitou-Charente ». Les objectifs restent les mêmes que pour les « Opérations Pop », c'est-à-dire permettre une médiation entre le public (les groupes sociaux, les associations, les clubs) et les scientifiques, mais aussi de garantir ce fonctionnement sur toute l'année et de couvrir un champ disciplinaire plus large. L'équipe est alors composée de neuf membres permanents et Christian Brochet devient son directeur jusqu'en 1991.
La volonté de la Maison des sciences et techniques de la région Poitou-Charente de détenir des locaux est apparue bien avant, mais ce n'est qu'en 1984 que la municipalité lance un concours architectural pour rénover l'ancien Lycée de la cathédrale. Le concours est remporté par Jean Monge et la première pierre de la Maison des Sciences est posée le 20 décembre 1985. Le site accueille les premières expositions temporaires en 1987.

## Missions
L'Espace Mendès France affiche toujours trois missions : populariser la recherche et ses métiers, éduquer aux sciences et aux techniques, entretenir les débats sur les enjeux sociaux et culturels. Pour ce faire, il travaille en partenariat avec des chercheurs ainsi que l'université de Poitiers et l'université de La Rochelle, et les grands organismes de recherche.
L'Espace Mendès France agit dans une dimension intra-muros à travers la programmation scientifique, le Lieu Multiple, l'École de l'ADN, le planétarium, la Régie technique, les ressources, la documentation, la communication éditions et la revue L'Actualité.
Il a une forte intervention extra-muros contrairement aux autres CCSTI (plus de 50 % des personnes touchées par l'Espace Mendès France), ses actions s'étendent dans les départements de la Charente, la Charente-Maritime, les Deux-Sèvres et la Vienne au travers de La Science se livre, Filmer le travail, Image de sciences, science de l'image, la Fête de la Science et les différentes animations du planétarium et de l'Espace Mendès France.
Le lieu axe ses thèmes et ses propos sur la diversité des disciplines, avec des expositions qui couvrent un large champ de sujets, tels que les mathématiques, la physique, la chimie, mais aussi le sport, l'histoire, la santé, l'art, sciences humaines et sociales, l'astronomie, etc..
Il porte plusieurs projets locaux et internationaux :
- Le Pacte mondial des jeunes pour le climat (projet d'éducation climatique des lycéens partout dans le monde)[5]
- L'Association Balanitès (médiation scientifique et coopération scientifique Nord-Sud autour de la Grande muraille verte)
- Sciences en mouvement d'elle (action qui valorise les parcours professionnels de femmes et lutte contre les stéréotypes et les inégalités qui touchent les milieux scientifiques et l'entrepreneuriat)

## Événements

### La création: de 1987 à 1992
- 1987 : création de la revue L'Actualité Poitou-Charentes, devenue par la suite l'Actualité Nouvelle-Aquitaine[6]
- Octobre 1988 : ouverture au public[7]
- Janvier 1989 : inauguration officielle en présence de Hubert Curien[7]

### Les années 1990
- 1991 : Didier Moreau devient le directeur général de l'Espace Mendès France[1]
- 1992 : ouverture du Planétarium[8]
- 1992 : la première coordination de la Fête de la science
- 1993 : création du pôle Info Santé avec le CHU de Poitiers[9]
- 1994 : venue d'Edgar Morin[10]
- 1994 : création du pôle d'histoire des sciences
- 1995 : mise en place du pôle éditorial pour éditer livres et CD-Rom[11] ainsi que le premier ouvrage publié Aventures scientifiques[11]
- 1996 : arrivée d'internet à l'EMF
- 1997 : le centre abrite des collections de l'université de Poitiers (jusqu'en 2012)
- 1998 : lancement du Scientibus
- 1999 : création de l'Espace culture multimédia[12]
- 1999 : pilotage de l'opération Industries de la connaissance (jusqu'en 2005)

### De 2000 à 2011
- 2000 : création de l'espace des métiers
- 2002 : La Science se livre
- 2006 : millionième visiteur[10]
- 2006 : création de l'École de l'ADN[13]
- 2007 : ouverture d'une antenne charentaise
- 2007 : première des rencontres de Au-delà du développement initiées par Edgar Morin
- 2008 : lancement de l'opération Images de sciences, sciences de l'image
- 2008 : labellisation Science et Culture, Innovation par le Ministère de l'Enseignement Supérieur (France)
- 2008 : création de l'Institut International de recherche Politique de civilisation (IIPC) initié par Edgar Morin[14]
- 2009 : création du Lieu multiple
- 2009 : création du festival Filmer le travail
- 2009 : opération Terre de sciences avec le Conseil général des Deux-Sèvres

### De 2011 à 2017
- 2011 : premier forum citoyen, sur le thème de l'énergie
- 2011-2018 : Femmes et sciences, jeunes et sciences, école des sciences (opérations FEDER)
- 2015 : internalisation de l'action de l'EMF dans le cadre de la COP21
- 2016 : revue L'Actualité en ligne
- 2017 : création du consortium de la culture scientifique en Nouvelle-Aquitaine
- 2024: passage de la Flamme olympique lors du passage de celle-ci dans la Vienne.

## Chiffres
Les locaux de l'Espace Mendès France s'étendent sur 2 800 m2 en plein cœur de Poitiers. Le site se compose de 18 espaces répartis en 11 salles sur trois niveaux. On y accueille les publics 350 jours et 190 soirées par an.
En 2018, l'Espace Mendès France a touché 182 100 personnes, soit 71 450 en intra-muros et 110 650 en extra-muros. Le centre a réalisé 490 actions dans le Grand Poitiers, et 1 300 dans les départements de la Charente, la Charente-Maritime, les Deux-Sèvres et la Vienne. L'Espace Mendès France touche des publics jeunes, 64 700 scolaires et 117 400 publics individuels ou familiaux lors de l'année 2018. La programmation la même année contenait environ 3 600 rendez-vous proposés.
Durant les trente première années, l'Espace Mendès France a accueilli près de 2,9 millions de visiteurs.